# Нео, Аугуст
Аугуст Нео (эст. August Neo, 12 февраля 1908 — 19 августа 1982) — эстонский борец, призёр Олимпийских игр в Берлине (1936) как в вольной, так и в греко-римской борьбе.
Родился в деревне Вихтерпалу в волости Падизе, Российская империя. В 1934 году он завоевал серебряную медаль чемпионата Европы по греко-римской борьбе, а в 1935 — бронзовые медали как в греко-римской, так и в вольной борьбе. В 1936 году на Олимпийских играх в Берлине он завоевал серебряную медаль в вольной борьбе и бронзовую — в греко-римской.
См. таблицу олимпийского турнира в греко-римской борьбе
См. таблицу олимпийского турнира в вольной борьбе
В 1937 году он стал серебряным призёром чемпионата Европы по греко-римской борьбе, а в 1939 — бронзовым призёром.
Во время Второй мировой войны Аугуст Нео эмигрировал в Швецию, где основал транспортную компанию. Скончался в 1982 году в Дании по дороге из Германии в Швецию.